# وقاية للتأمين
شركة وقاية للتأمين وإعادة التأمين التكافلي - وقاية  «وقاية للتأمين» هي شركة تأمين تكافلي سعودية. كانت سابقا ضمن الشركات المدرجة في السوق المالية السعودية (تداول)، حتى ألغي إدراجها في السوق في 29 مايو 2017، نتيجة للخسائر المتراكمة.

## التأسيس
انطلقت فكرة تأسيس شركة وقاية من خلال التقاء الرؤى الاستثمارية والاقتصادية لعدد من الشركات الاستثمارية المتخصصة في مجال الاستثمارات الخاصة مع الرؤية الفنية والإستراتيجية لعدد من خبراء التأمين المعروفين في المملكة، وذلك بهدف العمل على سد جانب من الفجوة القائمة في سوق التأمين السعودي الذي لا يزال في طور التطور والنمو، وذلك بالعمل على طرح حزمة من المنتجات والخدمات التأمينية النابعة من احتياجات السوق ومرتبطة بدراسة سوقية وفنية حقيقية مستندة إلى خبرة فنية وإدارية متميزة يمكنها إدارة المخاطر العالية في سوق التأمين.
تأسست شركة وقاية للتأمين وإعادة التأمين التكافلي بموجب قرار مجلس الوزراء رقم (180) وتاريخ 26/6/1429هـ (الموافق 30/6/2008م) وبناء على ذلك فقد صدر المرسوم الملكي رقم (م/34) وتاريخ 27/6/1429هـ (الموافق 1/7/2008م) بتأسيس شركة وقاية للتأمين وإعادة التأمين التكافلي كشركة مساهمة سعودية عامة.

يبلغ رأس مال الشركة (200,000,000) مائتي مليون ريال سعودي، ويتم تداول أسهمها في السوق المالية السعودية، وللشركة الحق في مزاولة أعمال التأمين التكافلي في مجالات الحماية والادخار والتأمين الصحي والتأمين العام وإعادة التأمين، وفقاً لأحكام نظام مراقبة شركات التأمين التعاوني ولوائحه التنفيذية والتعديلات التي قد تطرأ عليها وحسب الأنظمة واللوائح المطبقة بالمملكة العربية السعودية.

## منتجات شركة وقاية
- تكافل المركبات.
- نكافل الممتلكات.
- التكافل الهندسي .
- التكافل البحري .
- تكافل الحوادث والمسؤوليات.
- التكافل الصحي .
- تكافل الحماية والادخار .
- الحماية المنزلية .
- تكافل السياحة والسفر.

## مجلس إدارة شركة وقاية
| الاسم                      | المركز | الجنسية | يمثل   |
| -------------------------- | ------ | ------- | ------ |
| خالد فضل الأسود            | الرئيس | أردني   | مستقل  |
| حسين العتال                | عضو    | كويتي   | تنفيذي |
| بدر الهاجري                | عضو    | كويتي   | مستقل  |
| عبد الرحمن العتال          | عضو    | كويتي   | مستقل  |
| مالك سليم عريقات           | عضو    | أردني   | مستقل  |
| عبد الله عبد اللطيف الأحمد | عضو    | كويتي   | مستقل  |

## إلغاء الإدراج
في 29 مايو 2017، تم إلغاء إدراج أسهم شركة «وقاية» في السوق السعودي، وذلك بعد انتهاء مهلة تطبيق المادة 150 من نظام الشركات لتصحيح أوضاعها.

## وصلات خارجية
- شركة وقاية للتأمين وإعادة التأمين التكافلي